# Ширвиндт, Александр Григорьевич
Александр Григорьевич Ширвиндт (26 января 1897, Мглин, Черниговская губерния — 1946) — советский философ, профессор томских вузов, заведующий кафедрой ТЭМИИТ в 1941—1945 годы.

## Биография
Сын аптекаря Гирша Эльяшевича Ширвиндта (1855, Вильна — ?) из купеческой еврейской семьи, родился в 1897 году в Мглине Черниговской губернии. В 1916 году окончил Витебскую гимназию, затем поступил на юридический факультет Петроградского университета, в 1919 году продолжил учёбу на юридическом факультете Киевского университета. В том же году вступил в РКП(б) и по окончании университета был назначен комиссаром института народного хозяйства и политехнического института в Киеве.
В 1920 году вступил в Красную Армию, служил до ноября 1921 года начальником политпросвета Харьковского военного округа. В 1922—1923 годах — заместитель заведующего агитационно-пропагандистским отделом Выборгского райкома РКП(б) в Петрограде. С 1924 по 1925 годы работал председателем научно-методического совета Одесского губотдела народного образования (губоно).
С 1926 по 1927 годы работал заместителем председателя научно-методического совета Ленинградского губоно. В 1928 году был переведён в Москву, где работал редактором фотокинематографической государственной организации и кинокомпании «Совкино». Одновременно профессор Московского института инженеров транспорта (1928—1930). С 1931 по 1936 год заведовал кафедрами философии в московских инженерно-экономическом и механико-машиностроительном институтах. В 1932 году был утверждён Государственным учёным советом в звании профессора. В 1937—1938 годах — заместитель директора Третьяковской галереи, одновременно профессор Института повышения квалификации. С 1938 по 1940 год — инспектор Всесоюзного комитета по делам высшей школы (ВКВШ) при Совете народных комиссаров СССР и профессор Московского библиотечного института. В 1940—1941 годах — консультант Народного комиссариата просвещения РСФСР, профессор Московского автомеханического института.
В июле 1941 года профессор Ширвиндт был эвакуирован в город Томск. В 1941—1943 годах работал заведующим кафедрой основ марксизма-ленинизма Томского университета и по совместительству в Томском педагогическом институте. Позже заведовал кафедрой марксизма-ленинизма Томского электромеханического института инженеров железнодорожного транспорта. Член КПСС. Проживал в городе Томске по ул. Никитина, 24-1.
21 мая 1945 года был арестован, а 12 января 1946 года приговорён по обвинению «антисоветская троцкистская деятельность» на 10 лет в исправительно-трудовой лагерь, дальнейшая судьба неизвестна. В августе 1989 года был реабилитирован.
Александр Григорьевич умер в возрасте 49 лет, он был женат на Ольге Абрамовне Котляревской (1898, Елисаветград — ?), пианистке, музыкальном педагоге в Москве, позже преподавателе Томского музыкального училища; у них был сын[уточнить] и дочь Майя (род. 1929) окончила театральное училище в Москве, режиссёр-постановщик.
Автор книги «Кинофикация школы» (с Л. М. Сухаребским, M.: Теакинопечать, 1930. — 241 с.).

## Семья
Троюродные братья — педиатр Борис Густавович Ширвиндт, криминолог Евсей Густавович Ширвиндт.
Троюродный племянник — актёр Александр Анатольевич Ширвиндт.